# Temporada 1961-62 de Los Angeles Lakers
La temporada 1961-62 fue la decimocuarta de los Lakers en la NBA, la segunda en su nueva ubicación en Los Ángeles, California. La temporada regular acabó con 54 victorias y 26 derrotas, ocupando el primer puesto de la División Oeste, clasificándose para los playoffs, en los que llegarían a las Finales, donde caerían derrotados por los Boston Celtics en el sétpimo y definitivo partido.

## Elecciones en elDraft
| Ronda | Puesto | Jugador     | Posición | Nacionalidad   | Universidad |
| ----- | ------ | ----------- | -------- | -------------- | ----------- |
| 1     | 5      | Wayne Yates | Pívot    | Estados Unidos | Memphis     |
| 2     | 13     | Fred Sawyer | Pívot    | Estados Unidos | Louisville  |

## Temporada regular
| División Oeste       | División Oeste | División Oeste | División Oeste | División Oeste | División Oeste | División Oeste | División Oeste | División Oeste |
| Equipo               | G              | P              | %              | PD             | Casa           | Fuera          | Neutral        | Div            |
| -------------------- | -------------- | -------------- | -------------- | -------------- | -------------- | -------------- | -------------- | -------------- |
| x-Los Angeles Lakers | 54             | 26             | .675           | –              | 26–5           | 18–13          | 10–8           | 33–13          |
| x-Cincinnati Royals  | 43             | 37             | .538           | 11             | 18–13          | 14–16          | 11–8           | 29–17          |
| x-Detroit Pistons    | 37             | 43             | .463           | 17             | 16–14          | 8–17           | 13–12          | 24–22          |
| St. Louis Hawks      | 29             | 51             | .363           | 25             | 19–16          | 7–27           | 3–8            | 16–30          |
| Chicago Packers      | 18             | 62             | .225           | 36             | 9–19           | 3–20           | 6–23           | 10–30          |

## Playoffs

### Finales de División
Los Angeles Lakers - Detroit Pistons
| Fecha       | Partido                                     | Ciudad      |
| ----------- | ------------------------------------------- | ----------- |
| 24 de marzo | Los Angeles Lakers 132, Detroit Pistons 108 | Los Ángeles |
| 25 de marzo | Los Angeles Lakers 127, Detroit Pistons 112 | Los Ángeles |
| 27 de marzo | Detroit Pistons 106, Los Angeles Lakers 111 | Detroit     |
| 29 de marzo | Detroit Pistons 118, Los Angeles Lakers 117 | Detroit     |
| 31 de marzo | Los Angeles Lakers 125, Detroit Pistons 132 | Los Ángeles |
| 3 de abril  | Detroit Pistons 117, Los Angeles Lakers 123 | Detroit     |
|             | Los Angeles gana las series 4-2             |             |

### Finales de la NBA
Boston Celtics - Los Angeles Lakers
| Fecha       | Partido                                         | Ciudad      |
| ----------- | ----------------------------------------------- | ----------- |
| 7 de abril  | Boston Celtics 122, Los Angeles Lakers 108      | Boston      |
| 8 de abril  | Boston Celtics 122, Los Angeles Lakers 129      | Boston      |
| 10 de abril | Los Angeles Lakers 117, Boston Celtics 115      | Los Ángeles |
| 11 de abril | Los Angeles Lakers 103, Boston Celtics 115      | Los Ángeles |
| 14 de abril | Boston Celtics 121, Los Angeles Lakers 126      | Boston      |
| 16 de abril | Los Angeles Lakers 105, Boston Celtics 119      | Los Ángeles |
| 18 de abril | Boston Celtics 110, Los Angeles Lakers 107 (OT) | Boston      |
|             | Boston gana las finales 4-3                     |             |

## Estadísticas
| Rk | Jugador         | Edad | P  | PT | MP   | TC   | TCI  | %TC  | 3P | 3PI | %3P | TL  | TLI  | %TL  | RO | RD | RT   | AS  | RB | TAP | BP | FP  | PTS  |
| 1  | Elgin Baylor    | 27   | 48 |    | 44.4 | 14.2 | 33.1 | .428 |    |     |     | 9.9 | 13.1 | .754 |    |    | 18.6 | 4.6 |    |     |    | 3.2 | 38.3 |
| 2  | Jerry West      | 23   | 75 |    | 41.2 | 10.7 | 23.9 | .445 |    |     |     | 9.5 | 12.3 | .769 |    |    | 7.9  | 5.4 |    |     |    | 2.3 | 30.8 |
| 3  | Rudy LaRusso    | 24   | 80 |    | 34.4 | 6.5  | 13.9 | .466 |    |     |     | 4.3 | 5.6  | .763 |    |    | 10.4 | 2.2 |    |     |    | 3.2 | 17.2 |
| 4  | Frank Selvy     | 29   | 79 |    | 35.5 | 5.5  | 13.1 | .420 |    |     |     | 3.8 | 5.1  | .738 |    |    | 5.2  | 4.8 |    |     |    | 2.9 | 14.7 |
| 5  | Jim Krebs       | 26   | 78 |    | 25.8 | 4.0  | 9.0  | .445 |    |     |     | 2.0 | 2.7  | .750 |    |    | 7.9  | 1.4 |    |     |    | 3.7 | 10.0 |
| 6  | Tom Hawkins     | 25   | 79 |    | 24.1 | 3.7  | 8.9  | .411 |    |     |     | 1.8 | 2.8  | .644 |    |    | 6.5  | 1.2 |    |     |    | 3.1 | 9.1  |
| 7  | Hot Rod Hundley | 27   | 78 |    | 19.1 | 2.2  | 6.5  | .340 |    |     |     | 1.1 | 1.6  | .654 |    |    | 2.6  | 3.7 |    |     |    | 1.7 | 5.5  |
| 8  | Ray Felix       | 31   | 80 |    | 18.5 | 2.1  | 5.0  | .430 |    |     |     | 1.1 | 1.6  | .692 |    |    | 5.9  | 0.7 |    |     |    | 3.3 | 5.4  |
| 9  | Howie Jolliff   | 23   | 64 |    | 17.1 | 1.6  | 4.0  | .411 |    |     |     | 0.6 | 1.2  | .526 |    |    | 6.0  | 1.2 |    |     |    | 2.7 | 3.9  |
| 10 | Bob Sims        | 23   | 19 |    | 9.0  | 1.2  | 3.1  | .373 |    |     |     | 1.0 | 2.1  | .487 |    |    | 1.4  | 0.6 |    |     |    | 2.1 | 3.3  |
| 11 | Wayne Yates     | 24   | 37 |    | 7.1  | 0.8  | 2.8  | .295 |    |     |     | 0.3 | 0.6  | .455 |    |    | 2.5  | 0.4 |    |     |    | 1.9 | 1.9  |
| 12 | Bob McNeill     | 23   | 29 |    | 7.9  | 0.8  | 2.1  | .367 |    |     |     | 0.3 | 0.4  | .667 |    |    | 0.8  | 1.4 |    |     |    | 0.9 | 1.8  |
| 13 | Bobby Smith     | 24   | 3  |    | 2.3  | 0.0  | 0.3  | .000 |    |     |     | 0.0 | 0.0  |      |    |    | 0.0  | 0.0 |    |     |    | 0.3 | 0.0  |

## Galardones y récords
| Jugador      | Galardón                 |
| Elgin Baylor | Mejor quinteto de la NBA |
| Jerry West   | Mejor quinteto de la NBA |